# 지방도 제726호선
지방도 제726호선은 전북특별자치도 진안군 백운면 운교리에서 진안군 동향면 대랑리를 잇는 전북특별자치도의 지방도이다.
진안군 백운면에서 장수군 천천면으로 가는 길은 신광미재라는 고개를 넘으며, 이 구간의 도로는 미포장 구간으로 남아있다.

## 연혁
- 2015년 9월 4일 : 운교 ~ 노촌간 도로 확포장공사로 인해 진안군 백운면 평장리 ~ 노촌리 2.32 km 구간 도로구역 변경[1]
- 2018년 1월 4일 : 운교 ~ 노촌간 도로(진안군 백운면 평장리 ~ 노촌리) 2.32km 구간 신설 개통[2]

## 주요 경유지
- 진안군
  - 백운면 운교리 - 평장리 - 평장보건진료소 - (미포장 구간 : 영모정 - 노촌리 - 신광미재)
- 장수군
  - 천천면 (미포장 구간 : 신광미재 - 비룡리) - 와룡2교 - 와룡1교 - 와룡저수지 - 남양리 - 남양교 - 남양삼거리 - 삼고리 - 삼고교 - 봉덕리 - 천천면사무소 - 천천삼거리 - 춘송리 - 방곡재
- 진안군
  - 진안읍 방곡재 - 오천리 - 외오천삼거리 - 가막리 - 가막삼거리 - 가막교
- 장수군
  - 천천면 가막교 - 연평리 - 오연교 - 오연삼거리 - 오봉교 - 오봉교삼거리 - 오봉리
- 진안군
  - 동향면 신송리 - 신송교 - 대야사거리 - 대랑리

## 중복 구간
- 장수군 천천면 남양삼거리 ~ 천천삼거리 : 국도 제13호선과 중복
- 장수군 천천면 천천삼거리 ~ 진안군 진안읍 외오천삼거리 : 국도 제26호선과 중복
- 장수군 천천면 오연삼거리 ~ 진안군 동향면 대야사거리 : 국도 제13호선과 중복

## 도로명
- 진안군 백운면 평장리 ~ 신광미재 : 평노길
- 장수군 천천면 와룡2교 ~ 남양삼거리 : 비룡로
- 장수군 천천면 남양삼거리 ~ 천천삼거리 : 장천로
- 장수군 천천면 천천삼거리 ~ 진안군 진안읍 외오천삼거리 : 진장로
- 진안군 진안읍 외오천삼거리 ~ 가막삼거리 : 오가로
- 진안군 진안읍 가막삼거리 ~ 장수군 천천면 오연삼거리 : 천천북로
- 장수군 천천면 오연삼거리 ~ 진안군 동향면 대야사거리 : 천동로